# Polymerus
Polymerus är ett släkte av insekter. Polymerus ingår i familjen ängsskinnbaggar.

## Bildgalleri

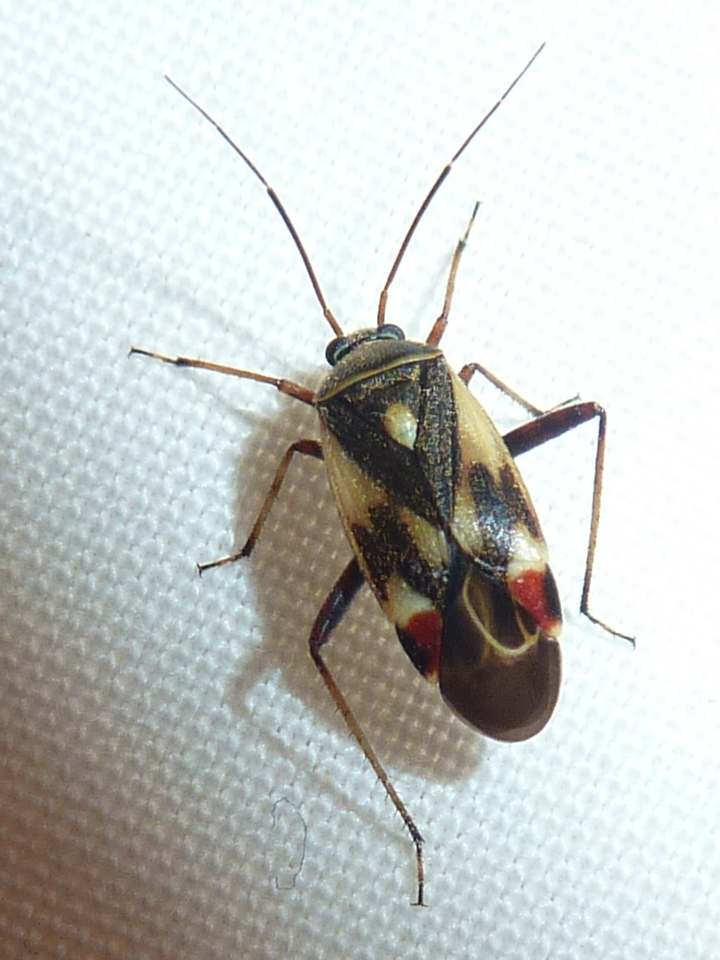
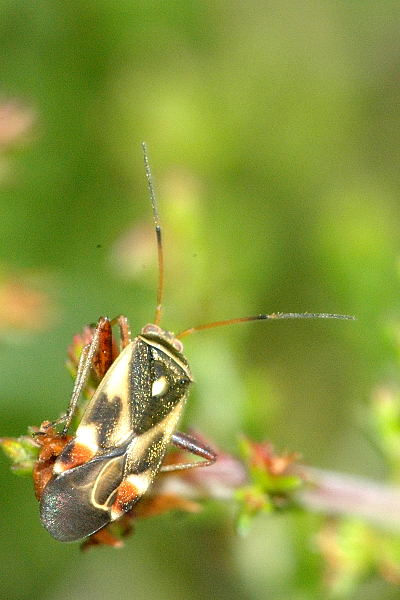

## Dottertaxa tillPolymerus, i alfabetisk ordning[1][2]
- Polymerus americanus
- Polymerus balli
- Polymerus basalis
- Polymerus basivittis
- Polymerus brevicornis
- Polymerus brevirostris
- Polymerus brevis
- Polymerus castilleja
- Polymerus chrysopsis
- Polymerus cognatus
- Polymerus costalis
- Polymerus delongi
- Polymerus diffusus
- Polymerus elegans
- Polymerus fasciolus
- Polymerus flaviloris
- Polymerus flavocostatus
- Polymerus froeschneri
- Polymerus fulvipes
- Polymerus gerhardi
- Polymerus gracilentus
- Polymerus hirtus
- Polymerus holosericeus
- Polymerus illini
- Polymerus lammesi
- Polymerus microphthalmus
- Polymerus nigrigulis
- Polymerus nigrita
- Polymerus nigropallidus
- Polymerus nubilipes
- Polymerus opacus
- Polymerus pallescens
- Polymerus palustris
- Polymerus proximus
- Polymerus punctipes
- Polymerus relativus
- Polymerus robustus
- Polymerus rubrocuneatus
- Polymerus rufipes
- Polymerus sculleni
- Polymerus severini
- Polymerus shawi
- Polymerus standishi
- Polymerus tepastus
- Polymerus testaceipes
- Polymerus tinctipes
- Polymerus tumidifrons
- Polymerus uhleri
- Polymerus unifasciatus
- Polymerus venaticus
- Polymerus venustus
- Polymerus wheeleri
- Polymerus vittatipennis
- Polymerus vulneratus